# 八哥中睾吸虫
八哥中睾吸虫（学名：Mesorchis acridotheri）为棘口科中睾属的动物。在中国大陆，分布于福建等地，营寄生生活，宿主八哥以及寄生于肠。该物种的模式产地在福建。